# (2313) Aruna
(2313) Aruna est un astéroïde de la ceinture principale.

## Description
(2313) Aruna est un astéroïde de la ceinture principale. Il fut découvert le 15 octobre 1976 à la station Anderson Mesa par Henry Lee Giclas. Il présente une orbite caractérisée par un demi-grand axe de 2,46 UA, une excentricité de 0,19 et une inclinaison de 1,8° par rapport à l'écliptique.

## Compléments